# Новокангишево
Новоканги́шево (рос. Новокангышево, башк. Яңы Кәңгеш) — село у складі Дюртюлинського району Башкортостану, Росія. Входить до складу Учпілинської сільської ради.
Населення — 423 особи (2010; 444 2002).
Національний склад:
- башкири — 58 %
- татари — 39 %